# Voetbalelftal van Saint-Pierre en Miquelon (mannen)
Het voetbalelftal van Saint-Pierre en Miquelon is een team van voetballers dat Saint-Pierre en Miquelon vertegenwoordigt bij internationale wedstrijden. De voetbalbond van Saint-Pierre en Miquelon is geen lid van de FIFA en is dus uitgesloten van deelname aan het Wereldkampioenschap voetbal.

1 CONCACAF-lid · 2 geassocieerd CAF-lid · 3 geassocieerd OFC-lid · 4 geassocieerd AFC-lid